# Santeramo Sport
Santeramo Sport  - żeński klub piłki siatkowej z Włoch. Został założony w 2007 roku z siedzibą w mieście Santeramo in Colle.
W sezonie 2008/2009 w klubie występowała Dorota Świeniewicz.